# Gasthaus zum Anker (Niedernhausen)

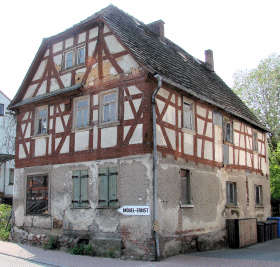
Der Anker wenige Monate vor seinem Abriss

Das Gasthaus zum Anker (auch Alte Post) war eine Schankwirtschaft auf dem Grundstück Wiesbadener Straße 6 im alten Ortskern von Niedernhausen im Rheingau-Taunus-Kreis in Hessen.

## Geschichte
Das Gebäude wurde vermutlich in der zweiten Hälfte des 17. Jahrhunderts in der Mitte des Ortes unweit des Kreuzungspunktes der Verbindungsstraßen nach Idstein und nach Wiesbaden errichtet. Gegenüber lag mit der Herrenmühle die ansehnlichste Hofreite des Dorfes.
Am 25. Januar 1734 erhielt der damalige Besitzer Johann Conrad Braun, ein ehemaliger Hüttenschreiber, von seinem nassauischen Landesherrn für einen jährlichen Zins von 50 Gulden die Schildwirtschaftsgerechtigkeit und mit der Braugerechtigkeit auch das Recht, Bier zu brauen und Branntwein zu brennen. Der Überlieferung nach stand das Wirtshaus bei den Leuten in keinem Renommee und Braun verschuldete sich hoch. Nach dessen Tod übernahm sein Schwiegersohn Johann Adam Schäfer, der bereits von 1749 die Branntweinbrennerei neben dem Gasthaus betrieben hatte, den Anker. Aber auch er konnte den jährlichen Zins nicht erwirtschaften und häufte Schulden an. Schließlich übergab er seinem in Niederseelbach lebenden Schwiegersohn Heinrich Kreusel das Anwesen.
Während des Zweiten Weltkriegs wurde bei einem Bombenangriff am 9. März 1945 der rückwärtige Teil des Gasthauses, in dem ein Tanzsaal untergebracht war, zerstört. Nach Kriegsende diente das Gebäude als Wohnhaus. Eine Giebelinschrift nannte eine Instandsetzung im Jahr 1957. Später befand sich darin eine Bäckerei und danach ein Büro.
Seitdem 1972 die nahegelegene Straßenkreuzung ausgebaut und im Zuge der Baumaßnahmen die gegenüberliegende Herrenmühle abgerissen wurde, befand sich der Anker als einzig verbliebenes historisches Gebäude in städtebaulich isolierter Situation. Das Gebäude verfiel zusehends. Nachdem der Denkmalschutz aufgehoben wurde, setzte der letzte Eigentümer am 23. Februar 2008 eine seit Jahren bestehende Abrissgenehmigung um.